# AllGame
AllGame (anciennement All Game Guide) est une base de données d'information sur les jeux vidéo, fondée en 1998, et fermée le 12 décembre 2014. Les propriétés AMG AllMusic.com, AllMovie.com et AllGame.com sont vendus par Rovi en juillet 2013 à All Media Network, LLC.